# Weda parvula
Weda parvula är en insektsart som först beskrevs av Van Duzee 1904.  Weda parvula ingår i släktet Weda och familjen bärfisar. Inga underarter finns listade i Catalogue of Life.